# Deník (literatura)
Deník je literární dílo, koncipované jako série fiktivních nebo skutečných, zpravidla datovaných záznamů, pořizovaných průběžně v kratších časových intervalech (často v intervalu jednoho dne, odtud název). Záznamy většinou popisují autorův osobní a duševní život, často citáty, nápady nebo úvahy (v tomto směru vynikají deníky spisovatelů, např. Cesare Paveseho nebo Franze Kafky). V české literatuře jsou známé erotické deníky Karla Hynka Máchy nebo básnické deníky Jiřího Koláře.

## Historie
Deník je velmi starým literárním žánrem, v Evropě deníková metoda zápisků zažívá velký rozmach v období renesance, byl pěstován v asijských zemích (Čína, Japonsko, Arábie), byl pěstován už ve středověku, častými autory deníků byli šlechtici a jiné významné osobnosti, jejich deníky byly často (zpravidla posmrtně) vydávány jako literární dílo nebo jako historický dokument (např. Deník Samuela Pepyse).

## Forma
Formou fiktivního deníku jedné z postav jsou často psána i jiná literární díla, například romány; toto pojetí románu zvyšuje autentičnost a osobní charakter sdělení. Psaní deníků je aspoň u některých osob v určité části života velmi rozšířené, samozřejmě ne všechny jsou zveřejněny (velká část není ke zveřejnění ani určena, takové jsou často psány tajným písmem nebo pomocí šifer). Deníkům je v mnohém příbuzná i novější internetová tradice blogů a vlogů.
Deníky mohou být adaptovány do audioknih (Deník malého poseroutky, Jeff Kinney), divadelních her (Izolovat, Michail Bulgakov), seriálů (The Ricky Gervais Show: Karl's Diary, Karl Pilkington), filmů (Deník Bridget Jonesové, Helen Fieldingová).